# Верболози (Іванків)
Верболози (рос. Верболозы) — колишнє село у Черняхівській волості Житомирського повіту Волинської губернії та Зороківській та Іванківській сільських радах Черняхівського району Волинської округи, Київської й Житомирської областей.

## Населення
У 1906 році у поселенні налічувалося 52 мешканці, дворів — 5, у 1923 році — 25 дворів та 165 мешканців.

## Історія
У 1906 році — сільце Черняхівської волості (7-го стану) Житомирського повіту Волинської губернії. Відстань до губернського та повітового центру, м. Житомир, становила 16 верст, до волосного центру, містечка Черняхів — 10 верст. Найближче поштово-телеграфне відділення розміщувалося у Черняхові.
У 1923 році включене до складу новоствореної Зороківської сільської ради, яка, 7 березня 1923 року, увійшла до складу новоутвореного Черняхівського району Житомирської (згодом — Волинська) округи. Розміщувалося за 8 верст від районного центру, міст. Черняхів, та 2 версти від центру сільської ради, с. Зороків.
11 квітня 1934 року передане до складу новоствореної Іванківської сільської ради Черняхівського району. 11 серпня 1954 року, внаслідок об'єднання сільрад, повернуте у підпорядкування Зороківської сільської ради.
29 червня 1960 року, відповідно до рішення Житомирського облвиконкому № 683 «Про об'єднання деяких населених пунктів в районах області», с. Верболози приєднане до с. Іванків.